# Gaiety Theatre (Montréal)
Ne doit pas être confondu avec le Gaiety Museum and Theatorium dans l'édifice Robillard ni avec le Gayety
Le Gaiety Theatre est un ancien cinéma situé au 539, rue Sainte-Catherine Ouest, Montréal, dans la même artère que le Gayety mais plus à l'ouest. Inauguré en 1909, trois ans avant ce dernier, il est architecturalement typique du début 20e siècle, début Art Déco. Dès son ouverture, c'est une salle de cinéma. Vers la fin des années 1970, elle est devenue une salle de cinéma pour adultes sous le nom de Ciné 539 puis elle est transformée en magasin,.

## Histoire

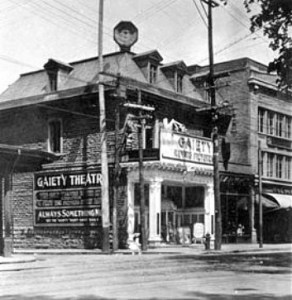
Le théâtre vers 1910, avant sa refonte

Construit en 1869 sous le nom de Montreal Auxilliary Bible Society, il a été converti en Gaiety Theatre en 1909 selon les plans de la firme d'architectes Mitchell & Crighton (Charles A. Mitchell & Daniel John Crighton). En 1917, il a été remodelé selon les plans de l'architecte Joseph Raoul Gariepy et rouvert le 17 mai 1917 sous le nom de Holman Theatre. Le 7 janvier 1922, il a été rebaptisé System Theatre.

## Nom
Le plus souvent en Amérique du Nord, les Gayety Theatre, assez nombreux, sont (ou ont été) des théâtres burlesques,, et les Gaiety Theatre (avec un i et non un y entre le a et le e), moins nombreux, sont (ou ont été) parfois des salles de cinéma mais aussi des salles de concerts ou de théâtre dans d'autres régions du monde.